# Chlorure de didécyldiméthylammonium
Le chlorure de didécyldiméthylammonium est un sel, le chlorure d'un alkylammonium de formule semi-développée (CH3)2N(C10H21)2Cl. C'est un produit biocide polyvalent à large spectre utilisé en tant que désinfectant, antiseptique, antibactérien, antifongique, algicide...
Il est utilisé comme désinfectant dans de nombreux domaines : en milieu hospitalier, restauration collective...
Il est aussi utilisé comme algicide, par exemple dans l'entretien des piscines...
Le chlorure de didécyldiméthylammonium (CDDA), est un sel d'ammonium quaternaire. L'atome d'azote est lié à quatre groupes alkyles : deux  groupes méthyles et deux groupes décyles. 
Dans la pratique, il est utilisé en solution dans l'eau ou l'éthanol à partir d'un mélange de sels d'ammonium quaternaire.

## Sécurité, toxicologie
Le chlorure de didécyldiméthylammonium est une substance corrosive à l'état pur. Utilisé selon les dilutions recommandées, il peut toutefois participer à la formation de dermatoses professionnelles (irritation, sécheresse…) sur des peaux sensibles.

### Fertilité
Selon une étude sur les souris ce composé, combiné avec le chlorure d’alkyldiméthylbenzylammonium (ADBAC), nuirait à la reproduction. Les deux produits ont été ajoutés à la nourriture de souris de laboratoire femelles, en dose équivalente à 25 et 50 % du seuil toxique. Les souris exposées mettent plus de temps à être enceintes et mettent bas moins de petits. De plus, 40 % des femelles exposées à la dose la plus élevée ont été euthanasiées pendant leur grossesse à la suite de l'apparition de symptômes de toxicité.

## Réglementation
Le chlorure de didécyldiméthylammonium a été inscrit sur l’Annexe I de la Directive 98/8/CE en 2013et fait partie des substances actives (avec le chlorure de benzalkonium) concernées par la décision d’approbation pour les types de produits 1, 2, 3 et 4 prononcée par le Comité des produits biocides en octobre 2020.
Les dates d’approbation pour la substance active CDDA sont les suivantes :
- pour les types de produits 1 et 2 : attendue durant l’année 2023
- pour les types de produits 3 et 4 : 1er novembre 2022

Cela  signifie qu’une autorisation de mise sur le marché (AMM) sera nécessaire après les différentes dates d’approbation afin de pouvoir continuer la commercialisation de produits contenant du chlorure de didécyldiméthylammonium.